# 日本美術家連盟
一般社団法人日本美術家連盟（にほんびじゅつかれんめい、Japan Artists Association, Inc. 略称: JAA）とは、日本国内における、絵画、版画、彫刻の制作を職能とする美術家の職能団体。

## 沿革
- 1949年（昭和24年）06月26日 - 創立総会。設立の目的は著作権の確立、生活擁護を目指すとされた[1]。個人加盟による美術家の全国組織であり、初代会長は安井曾太郎。
- 1953年（昭和28年）
  - 文芸美術国民健康保険組合の創設に参加。
  - ユネスコの諮問機関である国際美術連盟（IAA）の創立に参画し日本委員会を設立。以来同連盟の執行委員国として活動。
- 1959年（昭和34年）06月 - 社団法人設立認可。
  - 法人化に伴い、組織代表の職名を会長から理事長に変更。第3代会長の宮本三郎が初代理事長に就任。
- 1962年（昭和37年）10月 - 美術家会館を建設。
- 1990年（平成02年） - IAAアジア・太平洋地域委員会設立。
- 2012年（平成24年）04月 - 一般社団法人へ移行。

## 趣旨
絵画・版画・彫刻の分野における専門美術家の協力組織で、日本の美術界の健全な発展、美術の普及、国際交流、および美術家の職能擁護を趣旨とする。

## 会員
正会員（日本画・洋画・版画・彫刻の4部に分属）、名誉会員、賛助会員および準会員、物故者（物故した正会員の配偶者）。
2021年（令和3年）3月31日現在
- 正会員 - 4,665名
  - 日本画部 - 0392名
  - 洋画部 - 3,402名
  - 版画部 - 0358名
  - 彫刻部 - 0513名
- 物故者 - 058名
- 準会員 - 608名
- 賛助会員
  - 個人 - 1名
  - 法人 - 4法人

2010年（平成22年）から理事長を務めた洋画家の山本貞に代わり、2020年（令和2年）より版画家の中林忠良が同職に就任している。

## おもな事業
1. 美術諸資料の収集および調査研究
2. 制作材料の改善に関する調査
3. 美術著作権の調査研究
4. 著作権等管理事業者としての美術著作権の管理
5. 講演会、研究会、講習会、映写会および展覧会等の開催
6. 国際展、国際コンテスト等への参加斡旋
7. 国際美術連盟（International Association of Art. 略称:IAA）加盟団体としての国際協力
8. 研究資料その他の出版物の刊行
9. 美術家の福利厚生
10. 美術家会館の管理運営の事業
11. その他